# Маслов, Антон Петрович
Антон Петрович Маслов (1861 — не позднее 1916) — учитель, депутат Государственной думы I созыва от невойскового сословия Терской области

## Биография
Окончил уездное училище. В 1892 году окончил Тифлисский учительский институт. В течение 6 лет служил преподавателем городского училища в Екатеринодаре, затем в течение 4 лет в горской кабардинской школе в селе Нальчик и в Грозненском городском училище. Сообщения, что А. П. Маслов был членом партии «Народной Свободы» нуждаются в проверке.
16 мая 1906 избран в Государственную думу I созыва от невойскового населения Терской области. Современные источники указывают, что Маслов входил в Конституционно-демократическую фракцию. Однако Трудовики в своем издании «Работы Первой Государственной Думы» указывают, что Малов входил в Трудовую группу. Подписал законопроект «33-х» (Трудовиков) по аграрному вопросу. Избранный от «невойскового населения» Маслов представлял интересы так называемых иногородних. Он говорил, что казаки составляют 1/5 населения Терской области, «но отношения земли между остальным населением и казаками как раз обратно пропорционально». Его выступление, в котором он защищал интересы коренных народов Кавказа, широко известно и цитируется до сих пор. Маслов сказал: «Если вы спросите чеченца, сколько он имеет земли, он скажет, что у него земли столько, сколько помещается под его буркой, а цена земли, занимаемой лежачей коровой, такая же, как и цена коровы. Такое положение туземца заставляет невольно подумать, каким образом они могут ещё существовать». Маслов участвовал в прениях о собраниях, по правительственному сообщению по аграрному вопросу.
10 июля 1906 года в г. Выборге подписал «Выборгское воззвание» и осужден по ст. 129, ч. 1, п. п. 51 и 3 Уголовного Уложения, приговорен к 3 месяцам тюрьмы и лишён права баллотироваться на любые выборные должности.
Детально дальнейшая судьба неизвестна. В краткой заметке, посвященной памяти А. П. Маслова, сказано, что «после роспуска Думы перенёс особенно много горя и лишений». Судя по этой публикации, скончался не позднее 1916 года.